# Rafael Arévalo
Rafael Arévalo (n. 4 de julio de 1986 en Sonsonate, El Salvador) es un jugador de tenis de El Salvador. La mayoría de su carrera la lleva disputada en el circuito de Futures y representando a su país en Copa Davis. Actualmente es el jugador centroamericano con mejor ranking de ATP y uno de los mejores tenistas que ha dado El Salvador en su historia.
En 2008 se le concedió una invitación para participar en la competición de tenis de los Juegos Olímpicos de Pekín, siguiendo una política de invitar a participantes de naciones con pocos representantes olímpicos. Así Arévalo se convierte en el primer salvadoreño en representar a su país en tenis en unos Juegos Olímpicos. En la primera ronda produjo una gran sorpresa al eliminar al surcoreano Hyung-Taik Lee, top 100, en 3 sets en su primer partido en un torneo grande. Esto le permitió jugar por primera vez en su carrera ante un top-ten en segunda ronda, el N.º 1 Roger Federer, quien lo derrotó en sets corridos.
En 2004 alcanzó el puesto N.º 10 del ranking mundial entre jugadores juniors.
Se le conoce en su ciudad de Sonsonate como "Cabeza de Cono ".

## Títulos (0)
| Leyenda (Singles)      |
| Grand Slam (0)         |
| Tennis Masters Cup (0) |
| ATP Masters Series (0) |
| ATP Tour (0)           |
| Challengers (0)        |
| Futures (2)            |

| No. | Fecha                | Torneo    | Superficie | Oponente en la final | Resultado |
| 1.  | 1 de octubre de 2007 | Monterrey | Dura       | Luis Manuel Flores   | 6–3 6-3   |
| 2.  | 9 de febrero de 2009 | Panamá F1 | Arcilla    | Claudio Grassi       | 7-5 6-2   |

## Finalista (0)
| Leyenda (Singles)      |
| Grand Slam (0)         |
| Tennis Masters Cup (0) |
| ATP Masters Series (0) |
| ATP Tour (0)           |
| Challengers (0)        |
| Futures (1)            |

| No. | Fecha      | Torneo    | Superficie | Oponente en la final | Resultado |
| 1.  | 05.05.2008 | México F6 | Dura       | Victor Romero        | 5-7 5-7   |